# إبهام
الإبهام هي الإصبع الأولى في اليد، إبهام اليد البشرية تختلف عن بقية الأصابع في الاتجاه واتجاه الحركة بحيث يكمل مهام اليد مثل الإمساك والضغط.
وتمثل الإشارة بالإبهام إلى الأعلى علامة الرضا (في معظم الثقافات) عن شيء ما والإشارة إلى الأسفل تمثل عدم الرضا.